# Ревунів Круг
Ревунів Круг — селище в Україні, у Михайло-Коцюбинській селищній громаді Чернігівського району Чернігівської області. Населення становить 94 особи. До 2018 орган місцевого самоврядування — Ковпитська сільська рада.

## Історія
Відомі любецькі бояри Ревячичі (Михайло Ревуч) засновники поселення. Лісова сторожа 1859 року — 2 двори, 23 мешканці. У 189 році 6 дворів, 47 мешканців біля лісової пущі. В урочищі — озеро Ревунів круг було відкрито лісову школу з селищем, де навчалося 200 лісівників. На місці зрубаних лісів з'явилися масиви сипучих пісків. Потрібно було знову заліснити піски. 1924 року — 5 дворів і 23 мешканці.
У 1942 році німці проклали залізницю «Чернігів—Ревунів круг» для лісових промислів. 15 квітня 1943 року радянські партизани — колишні німецькі козаки напали на Ревунів круг. За донесенням партизан: вбито 170 німецьких вояків з 400. Самі втратили одну людину. Це партизанські фантазії — німців у селищі взагалі не було. Нині населення становить 94 особи.
12 червня 2020 року, відповідно до розпорядження Кабінету Міністрів України № 730-р «Про визначення адміністративних центрів та затвердження територій територіальних громад Чернігівської області», увійшло до складу Михайло-Коцюбинської селищної громади.
19 липня 2020 року, в результаті адміністративно-територіальної реформи та ліквідації Чернігівського району (1923—2020) Чернігівської області, увійшло до складу новоутвореного Чернігівського району.